# Figaleia
Figaleia (in greco Φιγαλεία?) è un ex comune della Grecia nella periferia della Grecia Occidentale (unità periferica dell'Elide) con 2.499 abitanti secondo i dati del censimento 2001.
È stato soppresso a seguito della riforma amministrativa, detta Programma Callicrate, in vigore dal gennaio 2011 ed è ora compreso nel comune di Zacharo.

## Località
Figaleia è suddiviso nelle seguenti comunità (i nomi dei villaggi tra parentesi):
- Nea Figaleia (Nea Figaleia, Faskomilia)
- Figaleia
- Kryoneri (Kryoneri, Trianta)
- Perivolia
- Petralona
- Stomio